# جاريث إيفانز
جاريث إيفانز من مواليد 1979 كاتب سينمائي، كاتب ومخرج من مواليد ويلز، أخرج في عام 2003 فيلمًا قصيرًا بعنوان "Samurai Monogatari" يحكي قصة ساموراي ينتظر الإعدام. كان الفيلم القصير باللغة اليابانية وبطولة طلاب من طوكيو كانوا يدرسون في جامعة كارديف في ذلك الوقت.
في عام 2003 تخرج أيضًا بدرجة الماجستير في كتابة السيناريو للسينما والتلفزيون من جامعة جلامورجان، لكنه لم يشاهد أول إنتاج رئيسي له حتى عام 2006 مع الفيلم الروائي الطويل "Footsteps". في عام 2006، عُرض الفيلم لأول مرة في مهرجان خليج سوانسي السينمائي حيث حصل على جائزة "أفضل فيلم"، ومنذ ذلك الحين نال استحسان النقاد ومن المقرر إطلاقه في الولايات المتحدة من خلال علامة السينما المتطرفة، Unearthed Films في صيف عام 2007.
حاليًا، يقوم بإخراج فيلم وثائقي لشركة Christine Hakim Films في إندونيسيا بعنوان "الفنون الصوفية في إندونيسيا: Pencak Silat". الفيلم الوثائقي هو واحد من سلسلة مكونة من خمس حلقات تتناول التراث الثقافي لإندونيسيا ومن المتوقع أن يتم بثه بمجرد اكتمال السلسلة في عام 2008.
من المتوقع بعد ذلك أن يبدأ العمل على فيلم روائي ثانٍ في صيف عام 2007.
وُلِدّ1980
IMDbProمقياس النجومانظر الرتبة